# スルーズヴァンガル
スルーズヴァンガル(Þrúðvangr)は、北欧神話に登場する、雷神トールの館ビルスキルニルがある場所のことである。
『古エッダ』の『グリームニルの言葉』には、神々が滅びるまでトールがスルーズヘイムにいるだろうと書かれている。スルーズヘイムの名はこの箇所にだけ見られる。
『ユングリング家のサガ』第5章においても、トールがスルーズヴァンガル（スルーズヴァンダ）に居住したとしている。それはログ湖（現在のスウェーデン・メーラレン湖）のほとりの古シグトゥーナ(en)にあり、トールは神殿のゴジとして、オーディンからその地を与えられた。